# Дианов, Вячеслав Рафэкович
Дианов Вячеслав Рафэкович (4 марта 1987, Прага) — белорусский общественный и политический деятель. Председатель общественного объединения «Движение будущего», один из модераторов группы «Революция через социальную сеть» на портале «ВКонтакте». На президентских выборах-2010 являлся доверенным лицом кандидата в президенты Ярослава Романчука.

## Биография
Вячеслав Дианов родился 4 марта 1987 года в Праге; отец (Дианов Рафэк Абдулехатович) — спортсмен-гандболист, мать — хореограф. Через год его семья переехала в Минск.
В 2005 году поступил в Белорусский государственный технологический университет; специальность — инженер-педагог. В начале 5 курса был отчислен из университета за пропуски занятий, которые объяснял общественной занятостью.
После разгона митинга-протеста 19 декабря 2010 года по итогам президентских выборов и последовавших за этим массовых арестов 25 декабря 2010 года эмигрировал в Польшу. Проживает в Кракове. По его словам, он работает консультантом по социальным сетям в нескольких проектах.
В 2011 году отчислен за прогулы из польского вуза в Кракове, где обучался по «программе Калиновского». Сам Дианов пояснил пропуски «в связи со своей деятельностью он-лайн».
В марте 2013 года заявил, что пока в Белоруссию возвращаться не планирует, поскольку опасается преследования со стороны спецслужб.
Со своей подругой фотомоделью Маргаритой Лавышик познакомился в сети интернет весной 2011 года. В ноябре того же года они впервые встретились в Польше. В апреле 2012 года Маргарита после задержания и давления на неё со стороны белорусских спецслужб уехала к Вячеславу в Польшу.
В 2017 году поступил в докторантуру Зеленогурского Университета по специальности «социология».

## Политическая деятельность
В 2008 году являлся доверенным лицом кандидата в депутаты на парламентских выборах Алеся Михалевича.
В 2009 году выступил инициатором создания просветительского общественного объединения «Движение будущего», был избран его председателем. Организация была создана с помощью группы в соцсети Вконтакте, насчитывавшей, по словам Дианова, на июль 2010 года до 220 тысяч членов в интернете , была зарегистрирована Министерством юстиции 22 сентября 2009 года, ликвидирована в феврале 2012 года. В ноябре 2009 года «Движение будущего» провело кампанию за отмену шенгенских виз для белорусов.
В 2010-м выдвигал свою кандидатуру в депутаты Минского городского совета по Шугаевскому округу № 53.
Во время проведения президентских выборов-2010 являлся доверенным лицом кандидата в президенты Ярослава Романчука. В том же 2010 году, после событий 19 декабря, уехал из Белоруссии вначале в Россию, затем в Литву, а потом — в Польшу. Находясь в Польше, был одним из модераторов группы «Революция через социальную сеть» (РЧСС) на портале «ВКонтакте». Деятельность РЧСС летом 2011 года стала самой массой политической кампанией года. Власти отреагировали на неё массовыми задержаниями и арестами участников протестных акций. За серию акций РЧСС белорусская организация «Молодой фронт» наградила Дианова премией «Люблю Беларусь» в номинации «Политика».
Белорусские власти обвиняли Дианова в связях с иностранными спецслужбами. В частности, президент Белоруссии Александр Лукашенко утверждал, что Дианов, «пытавшийся стать в эпицентр сетевой революции … сидит в Польше за каменными стенами под охраной спецслужб». В телепередаче Белорусского телевидения «Социальные тени» 22 августа 2011 года, посвященной РЧСС, утверждалось, что Дианов скрывается от призыва на военную службу и что каждый его шаг «контролируется и направляется зарубежными спецслужбами».
В октябре 2014 года Вячеслава Дианова, известного своими пророссийскими взглядами, разыграли, предложив работать на Путина, на что он согласился.

### Критика
Бывший депутат Верховного Совета Белоруссии 13-го созыва Павел Знавец полагает, что Дианова следует отстранить от участия в любой общественной деятельности как в Белоруссии, так и за её пределами. Причина тому — статьи Дианова, который, по мнению Знавца носят явный антибелорусский и  неоимперский  характер. Сам Знавец Дианова относит к представителю российских шовинистических и профашистских организаций. Обвиняют Дианова в продвижении шовинистических идей России и некоторые другие источники. Сам Вячеслав Дианов заявлял, что он хотел бы поменять гражданство — получить российский паспорт.
Некоторые высказывают сомнения, что именно он организовал акции «Революция через социальную сеть». Кроме того, он сам заявлял, что не стоял истоков её организации, а подключился уже после основания группы, и являлся лишь одним из многих координаторов.
Ряд активистов выступает за то, чтобы Дианов был лишён политического убежища в ЕС за поддержку сепаратистов в Донбассе и прокремлёвскую позицию по этому вопросу.